# Bembidion bowditchi
Bembidion bowditchi är en skalbaggsart som beskrevs av Leconte 1878. Bembidion bowditchi ingår i släktet Bembidion och familjen jordlöpare. Inga underarter finns listade i Catalogue of Life.